# Patrick Schwarzenegger
Pour les articles homonymes, voir Schwarzenegger (homonymie).
Patrick Arnold Shriver Schwarzenegger, né le 18 septembre 1993 à Santa Monica (Californie), est un acteur américano-autrichien.
Il est le fils du culturiste, acteur et ancien gouverneur de Californie Arnold Schwarzenegger et de Maria Shriver, membre de la famille Kennedy. Il a comme grand-oncle John F. Kennedy, le 35e président des États-Unis ainsi que les sénateurs Robert F. Kennedy et Edward M. Kennedy.

## Biographie

### Famille et études

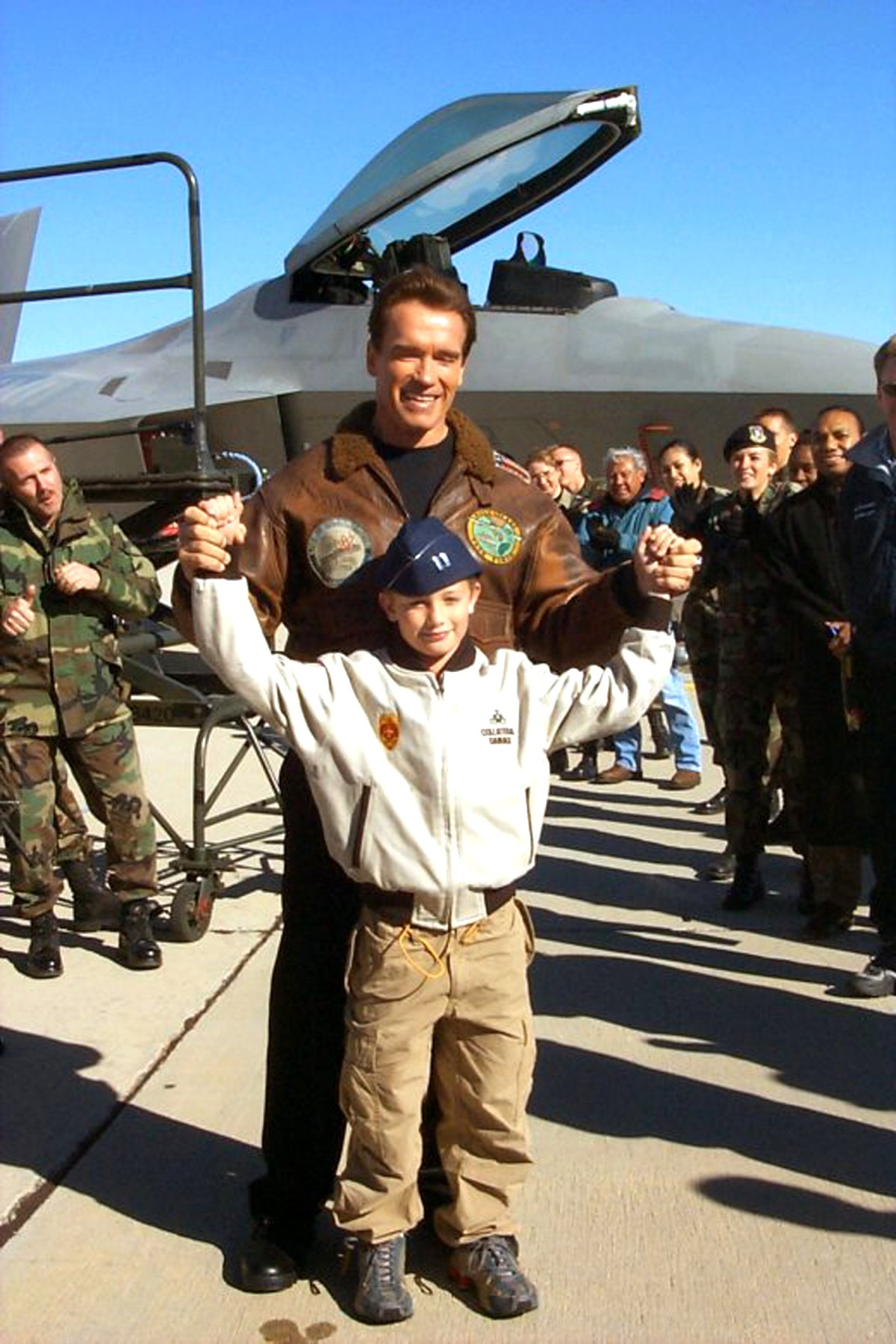
Patrick Schwarzenegger et son père à Edwards Air Force Base, en décembre 2002.

Patrick Arnold Shriver Schwarzenegger naît le 18 septembre 1993 à l'hôpital Saint John's Health Center (en) à Santa Monica, et grandit à Los Angeles, en Californie.
Il est le fils aîné d’Arnold Schwarzenegger, un culturiste d'origine autrichienne, acteur et ancien gouverneur républicain de Californie et de Maria Shriver, journaliste et autrice, qui est un membre de la famille Kennedy. Il a deux sœurs, Katherine Schwarzenegger (1989) et Christina Schwarzenegger (1991), et un frère, Christopher Schwarzenegger (1997). Il a également un demi-frère, Joseph Baena (1997) d'une autre union de son père.
Son grand-oncle maternel est John Fitzgerald Kennedy, 35e président des États-Unis ainsi que les sénateurs Robert F. Kennedy et Edward M. Kennedy. Sa grand-mère maternelle, Eunice Kennedy Shriver est la sœur cadette de l'ancien président américain John F. Kennedy et fondatrice des Jeux olympiques spéciaux.

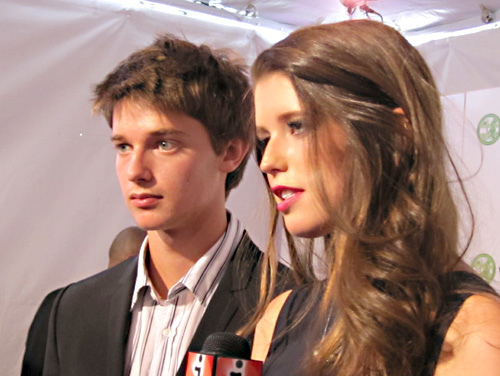
Patrick Schwarzenegger et sa sœur, Katherine, en octobre 2010.

Il étudie à l'école secondaire Brentwood School (en), à Los Angeles. En 2012, il obtient son diplôme à l'université de Californie du Sud, où il fait partie de la fraternité Lambda Chi Alpha (en). En mai 2016, il est diplômé de la Marshall School of Business.

### Vie privée
De novembre 2014 à avril 2015, Patrick Schwarzenegger est en couple avec l'actrice et chanteuse Miley Cyrus.
Depuis 2016, il est en couple avec le mannequin Abby Champion.

## Carrière
À l’âge de quinze ans, avec l’aide de ses parents, Patrick Schwarzenegger fonde Project360, sa société et sa ligne de vêtements et d'accessoires, avec son ami d'enfance Nick Sheinberg. Les produits ont été vendus chez des grands détaillants comme Bloomingdale's, Henri Bendel.
En parallèle, il commence sa carrière de mannequin en intégrant l’agence LA Models. À dix-sept ans, il pose notamment torse nu pour la nouvelle campagne de publicité de la marque de jeans Hudson Jeans et sera visible en grand format sur Sunset Boulevard, à Hollywood.
En 2012, il obtient plusieurs petits rôles secondaires dans des films dans L'Amour malgré tout de Josh Boone et l'année suivante, dans Copains pour toujours 2 de Dennis Dugan. Il fait également une apparition dans le clip Right There de la chanteuse Ariana Grande.
En 2015, il décroche un petit rôle dans le film Manuel de survie à l'apocalypse zombie de Christopher B. Landon et apparaît dans un épisode de la série Scream Queens.
En 2018, il joue le rôle principal de Charlie dans le film dramatique Midnight Sun de Scott Speer aux côtés de Bella Thorne, Rob Riggle et Quinn Shephard, un drame romantique sur une adolescente atteinte d'une maladie rare.
En 2019, il interprète le personnage imaginaire dans le thriller psychologique Daniel Isn't Real d'Adam Egypt Mortimer, où sa performance est considérée « excellente », et qu'il joue « exactement comme son père ».
En 2020, il rejoint la distribution du film de science-fiction Warning d'Agata Alexander, avec Alice Eve, Alex Pettyfer, Annabelle Wallis et Thomas Jane. La même année, il rejoint également le film The Yacht de Declan Whitebloom, aux côtés de Frank Grillo et Ruby Rose, qui sort en 2021.
En juin 2021, il est engagé pour jouer Todd Peterson, fils de l'écrivain Michael Peterson (interprété par Colin Firth), reconnu coupable du meurtre de sa femme (jouée par Toni Collette) en 2001, dans la mini-série policière The Staircase diffusée en 2022 sur la chaîne HBO Max.
En 2025, il joue le fils de Timothy Ratliff (interprété par Jason Isaacs) dans la troisième saison de la série d'anthologie The White Lotus diffusée sur la chaîne HBO.

## Filmographie

### Cinéma

#### Longs métrages
- 2006 : La Revanche des losers (The Benchwarmers) de Dennis Dugan : un enfant
- 2012 : L'Amour malgré tout (Stuck in Love) de Josh Boone : Glen
- 2013 : Copains pour toujours 2 (Grown Ups 2) de Dennis Dugan : Un membre de la fraternité (caméo)
- 2015 : Manuel de survie à l'apocalypse zombie (Scouts Guide to the Zombie Apocalypse) de Christopher B. Landon : Jeff
- 2016 : Dear Eleanor de Kevin Connolly : Bud
- 2017 : Go North de Matthew Ogen : Caleb
- 2018 : Midnight Sun de Scott Speer : Charlie Reed
- 2019 : Daniel Isn't Real d'Adam Egypt Mortimer : Daniel
- 2020 : Echo Boomers de Seth Savoy : Lance
- 2021 : Moxie d’Amy Poehler : Mitchell
- 2021 : Warning d'Agata Alexander : Ben
- 2022 : The Yacht de Declan Whitebloom : Michael

#### Court métrage
- 2016 : Prettyface de Jessica Janos : Paul

### Télévision

#### Séries télévisées
- 2015 : Scream Queens : Thad Radwell
- 2017 : The Long Road Home : Sergent Ben Hayhurst
- 2022 : The Staircase : Todd Peterson
- 2022 : The Terminal List : Donny Mitchell
- 2023 : Gen V : Golden Boy (Luke Riordan)
- 2025 : The White Lotus : Saxon Ratliff

### Clip
- 2013 : Right There d'Ariana Grande, avec Big Sean

## Distinctions
Sauf indication contraire, les informations mentionnées dans cette section peuvent être confirmées par la base de données cinématographiques IMDb,  présente dans la section « Liens externes ».

### Nominations
- 20e cérémonie des Teen Choice Awards 2018 :
  - Meilleur acteur dramatique pour Midnight Sun
  - Meilleure alchimie avec Bella Thorne pour Midnight Sun

## Voix françaises
- Romain Altché[16] dans :
  - Manuel de survie à l'apocalypse zombie
  - Echo Boomers
  - Gen V (série télévisée)

Et aussi
- Gaël Zaks dans Scream Queens[16] (série télévisée)
- Tristan Petitgirard dans The Long Road Home[17] (mini-série)
- Pierre Boulanger dans Midnight Sun
- Gauthier Battoue dans Moxie[16]
- Jim Redler dans The Staircase (mini-série)